# Pink Hill
Pink Hill é uma cidade  localizada no estado norte-americano de Carolina do Norte, no Condado de Lenoir.

## Demografia
Segundo o censo norte-americano de 2000, a sua população era de 521 habitantes.
Em 2006, foi estimada uma população de 538, um aumento de 17 (3.3%).

## Geografia
De acordo com o United States Census Bureau tem uma área de
1,2 km², dos quais 1,2 km² cobertos por terra e 0,0 km² cobertos por água. Pink Hill localiza-se a aproximadamente 33 m acima do nível do mar.

## Localidades na vizinhança
O diagrama seguinte representa as localidades num raio de 28 km ao redor de Pink Hill.